# Mort dans l'après-midi
Cet article concerne le récit d'Ernest Hemingway. Pour le cocktail du même nom, voir Mort dans l'après-midi (cocktail).
Mort dans l'après-midi (Death in the Afternoon) est un récit de l'auteur américain Ernest Hemingway publié en 1932. Le thème en est la passion (afición) qu'Hemingway éprouva toute sa vie pour l'art tauromachique.

## Résumé
Dans les années 1920, Hemingway est devenu un aficionado de l'art de la tauromachie après avoir assisté aux fêtes de San Fermín de Pampelune qui sert de cadre au roman Le soleil se lève aussi. Dans Mort dans l'après-midi, il discute de la métaphysique de la tauromachie, l'associant à un rituel, presque à l'égal d'une cérémonie religieuse, point de départ pour l'écrivain d'une interrogation sur l'essence de la vie et de la mort.

## Humour
Une veine humoristique parcourt Mort dans l’après-midi. Elle revêt diverses formes liées à l’observation de la culture hispanique, à la distance prise avec les conventions, notamment dans le dialogue imaginaire avec la vieille dame (Gertrude Stein ?) (what is moral is what you feel good after). « L’élégance sous la pression » est l’une des vertus cardinales du héros hemingwayien, « homme naturel » que symbolise le matador. Pareille vision est singulièrement génératrice d’humour. Elle est l’expression d’une expérience personnelle du sacré, de la violence et de la mort (exutoire et exorcisme). Elle s’inscrit fortement dans la tradition de l’humour américain ; demi-dieux comiques de la Frontière, « conte mensonger » (tall tale) avec animaux mythiques et exploits cynégétiques. Par exemple, la typologie des figuras se conjugue souvent sur le mode comique (Belmonte par exemple), sans toutefois porter atteinte à leur prestige dans l’histoire de la tauromachie.

## Sources
- Meyers, Jeffrey. Hemingway: A Biography, Londres, Macmillan, 1985  (ISBN 0-333-42126-4)
- Mellow, James R. Hemingway: A Life Without Consequences, Houghton Mifflin, 1992  (ISBN 0-395-37777-3)